# Route nationale 578
Pour les articles homonymes, voir Route 578.
La route nationale 578 ou RN 578 était une route nationale française reliant Annonay à Labégude.
À la suite de la réforme de 1972, elle a été déclassée en RD 578.
À noter qu'il existait de 1978 à 1987 une RN 578 située dans la commune de Fos-sur-Mer ; cette route a été déclassée en voirie municipale.

## Ancien tracé d'Annonay à Labégude (D 578)
- Annonay
- Quintenas
- Saint-Jeure-d'Ay
- Arlebosc
- Lamastre
- Saint-Prix
- Nonières
- Le Cheylard
- Mariac
- Dornas
- Mézilhac
- Laviolle
- Antraigues-sur-Volane
- Vals-les-Bains
- Labégude